# Siergiej Diemagin
Siergiej Aleksandrowicz Diemagin, ros. Сергей Александрович Демагин; błr. Сяргей Аляксандравіч Дзямагін – Siarhiej Alaksandrawicz Dziamahin (ur. 19 lipca 1986 w Togliatti) – rosyjski hokeista z obywatelstwem białoruskim, reprezentant Białorusi, olimpijczyk.

## Kariera
- Dynama Mińsk U-20 (2004–2006)
- Dynama Mińsk (2005–2009)
- Nieftiechimik Niżniekamsk (2009–2010)
- Dynama Mińsk (2010–2011)
- Nieftiechimik Niżniekamsk (2011)
- Dizel Penza (2011)
- Jugra Chanty-Mansyjsk (2011–2013)
- Nieftiechimik Niżniekamsk (2013)
- Awtomobilist Jekaterynburg (2013-2014)
- Torpedo Niżny Nowogród (2014-2015)
- Siewierstal Czerepowiec (2015-2016)
- Łada Togliatti (2016-2017)
- Dizel Penza (2016/2017)
- HK Ałmaty (2018-2019)
- Arłan Kokczetaw (2019)
- HK Ałmaty (2019-2020)
- Arłan Kokczetaw (2020-)

Pochodzi z rosyjskiego miasta Togliatti i jest wychowankiem tamtejszego klubu Łada. Następnie przeniósł się na Białoruś i tam kontynuował karierę w mińskim Dynamie, początkowo w zespole białoruskiej ekstraligi, a od 2008 gra w rosyjskich rozgrywkach KHL. Od 2013 zawodnik Awtomobilista Jekaterynburg. Od końca maja 2014 zawodnik chorwackiego klubu Torpedo Niżny Nowogród. Zwolniony w lipcu 2015. Od grudnia 2015 zawodnik Siewierstali Czerepowiec. Od maja 2016 zawodnik Łady Togliatti. W sezonie 2017/2018 nie grał, po czym we wrześniu 2018 przeszedł do kazachskiego HK Ałmaty. Od lutego 2019 reprezentował Arłana Kokczetaw. W październiku 2019 ponownie został graczem HK Ałmaty. We wrześniu 2020 po raz wtóry został hokeistą Arłana.
Uczestniczył w turniejach mistrzostw świata w 2007, 2009, 2010, 2011, 2015 oraz zimowych igrzysk olimpijskich 2010.

## Sukcesy
Reprezentacyjne
- Mistrzostwa świata do lat 20 Dywizja I w 2006: awans do Elity

Klubowe
- Złoty medal mistrzostw Białorusi: 2007 z Dynama Mińsk
- Brązowy medal mistrzostw Kazachstanu: 2019 z Arłanem Kokczetaw
- Srebrny medal mistrzostw Kazachstanu: 2021 z Arłanem Kokczetaw

Indywidualne
- 2. liga białoruska 2005/2006:
  - Pierwsze miejsce w klasyfikacji asystentów: 32 asysty
  - Pierwsze miejsce w klasyfikacji kanadyjskiej: 61 punkty